# Život Davida Galea
Život Davida Galea (v anglickém originále The Life of David Gale) je americko-německo-britský dramatický film z roku 2003. Režisérem filmu je Alan Parker. Hlavní role ve filmu ztvárnili Kevin Spacey, Kate Winslet, Laura Linneyová, Gabriel Mann a Rhona Mitra.

## Obsazení
| Kevin Spacey     | David Gale         |
| Kate Winslet     | Bitsey Bloom       |
| Laura Linneyová  | Constance Harraway |
| Gabriel Mann     | Zack Stemmons      |
| Rhona Mitra      | Berlin             |
| Leon Rippy       | Braxton Belyeu     |
| Matt Craven      | Dusty Wright       |
| Jim Beaver       | Duke Grover        |
| Melissa McCarthy | Nico               |